# 華麗なる一族 (2007年のテレビドラマ)
『華麗なる一族』（かれいなるいちぞく）は、2007年1月14日から3月18日まで毎週日曜日21:00 - 21:54に、TBS系「日曜劇場」枠で放送されたテレビドラマ。原作は山崎豊子の同名小説。主演は木村拓哉。

## 概要
木村拓哉は連続ドラマでは2005年4月期の『エンジン』以来、単発ドラマを含めるならば『HEROスペシャル』（2006年7月3日）以来、同枠において2003年1月期の『GOOD LUCK!!』以来の主演となる。
このテレビドラマはTBSの開局55周年記念番組の一つとして位置付けられており、TBSのみならずJNN各局も力を入れ、中でもローカル局がこのドラマの番宣CMを製作し放映するケースも見られた。
JNN各局で最終回の視聴率が開局以来の記録を塗り替え、関西地区では最高視聴率39.3%を獲得。前年の「NHK紅白歌合戦」（後半）を抜いたことで各スポーツ紙が取り上げた。
なお、第六回「万俵家の崩壊」をもって、日曜劇場は放送2500回（単発枠時代、東芝日曜劇場時代を含む）を達成した。

## 設定
原作およびこれまでの映画・ドラマでは、阪神銀行頭取の万俵大介が主役だったが、この作品では大介の長男で万俵財閥の主力企業である阪神特殊製鋼の専務を務める鉄平が主役に変更されている。
ドラマの時代設定は1960年代の神戸。物語は万俵財閥が神戸の岡崎財閥、阪神銀行は岡崎財閥の中核企業である旧神戸銀行、そして1965年に神戸銀行の融資系列であった山陽特殊製鋼で発生した山陽特殊製鋼倒産事件をモデルにしたものといわれている。劇中の阪神銀行は、実在の阪神銀行（現みなと銀行）とは関係ない。また、原作では鉄平が勤務する会社名は「阪神特殊鋼」となっているが、本ドラマでは「阪神特殊製鋼」と変更されている。これも、実在の阪神特殊鋼（大阪市）とは関係がない。

## 登場人物

### 万俵家
万俵 鉄平（まんぴょう てっぺい）〈34〉
演 - 木村拓哉
主人公。1933（昭和8）年4月7日生まれ（最終回における死亡診断書の記載より）。
万俵大介の長男で、大介がオーナーを務める万俵財閥の主力企業・阪神特殊製鋼（以下、社と記す）専務。血液型はB型（物語の当初はA型とされている。戦時中の血液検査のあいまいさが物語のモチーフの1つとなって影響する）。
一族の出身である慶應義塾大学への進学を望んだ父の意向に対し、その反骨心から東京大学工学部冶金学科（現・マテリアル工学科）に進み、卒業後はマサチューセッツ工科大学へ留学した経験も持つ技術者でもある。
7年前（1960年の設定）、鶴田芙佐子と交際していた。芙佐子が自分の前から姿を消した後、元通産大臣で有力代議士の大川一郎の長女・早苗と結婚した。父と高須相子による閨閥結婚ではあったが、早苗との間に長男・太郎を儲けるなど円満な関係を築いている。
理想と情熱を合わせ持ち、仕事にかける志は高い。社の将来を考え、巨額の予算が必要となる高炉の建設を計画する。しかし、高炉の突貫工事は死傷者を出す爆発事故を発生させてしまい、社は倒産する（会社更生法適用）。
不幸な経緯のため、父・大介は鉄平を先代敬介と妻・寧子の間にできた不義の子と思い込んでおり、容姿や才覚などが祖父敬介に酷似している鉄平を快く思っておらず、鉄平自身も自身の出生にまつわる疑いは知らないものの、大介に愛されていないと感じていた。また、志乃が生前に残した手紙から祖父・敬介が父親であること、芙佐子は自分の妹であることを知る（実際は志乃の勘違いであったが、このことが鉄平の運命に大きな影を落とす）。
その後、大同銀行を陥れるために見せ掛け融資を行い阪神特殊製鋼を倒産に追い込んだ父を告訴するため、妻子と共に万俵家を出て裁判に挑むが、阪神特殊製鋼の管財人となった帝国製鉄の和島所長により提訴を取り下げられ、専務を解任される。
絶望した鉄平は、無謀な突貫工事で阪神特殊製鋼を倒産させたことに責任を感じ、早苗宛の遺書に「僕は生まれてはいけない存在だった。父は苦しみから逃れようと、銀行発展や阪神特殊製鋼の倒産に捌け口を求めた。だが、本当の親子でなくてもせめて優しく、僕に微笑んでほしかった」と大介への想いを記し、1968（昭和43）年12月31日、兵庫県の丹波篠山で祖父・敬介から譲り受けた猟銃を使い喉元から頭を撃ち抜いて自殺した（死因は脳挫傷）。死後、鉄平の死亡診断書に記載されていた血液型がB型だったことで、鉄平が大介夫妻の実子であることが判明し、大介との確執が最悪の形で解かれることとなった。
本ドラマは、第一回で鉄平が猟銃を手に丹波篠山の山中へ入っていくところから始まり、最終回で自殺の前日の夕方に遺書を書いている途中の鉄平が沈む夕日を見てから遺書に「何で僕は、明日の太陽を見ないのだろう」と記すところで終わっている。
万俵 大介（まんぴょう だいすけ）〈60〉
演 - 北大路欣也
関西有数の都市銀行・阪神銀行頭取にして、阪神特殊製鋼の非常勤取締役。終盤では東洋銀行頭取。万俵家の家長。AB型。慶應義塾大学経済学部卒業。
先代で父の万俵敬介が創立した阪神銀行を全国第10位の都市銀行にまで発展させ、同じく先代が設立した万俵鉄工を近代的設備を備えた阪神特殊製鋼へと発展させた。また、阪神銀行、阪神特殊製鋼など十数社を傘下に持つ万俵財閥の総帥でもある。しかし、自宅では妻・寧子と愛人・相子を同居させ“妻妾同衾”という放蕩な生活をしており、晩餐の時に隣の妻の席に座った者がその日、大介と一夜を共にするのが大介・寧子・相子の暗黙の了解となっている。これは自宅だけでなく旅行先でも同じ。
大蔵省が進める金融再編を前に「小が大を喰う合併」を成し遂げ、阪神銀行を守り抜く為にあらゆる手段を画策する。
息子の鉄平が敬介の子ではないかという疑念から、鉄平に冷たい態度をとり続け、次男・銀平に後継者としての期待をかける。また、大介自身、父のカリスマ性を受け継げなかったと感じており、より地道な経営を心がけてきた自覚があっただけに、自分より色濃く敬介譲りの才覚を感じさせる鉄平に経営者として一種の嫉妬を感じていたことも、大介と鉄平の相剋をより激しいものとしていた。
阪神特殊製鋼の倒産後、鉄平に「お前は爺さんの子」と前置きをした上で、「理性では愛そうとしたが感情が許さなかった。これが我々の逃れられぬ宿命だ」と告白し、決定的に鉄平を絶望させた。
しかし鉄平の死後、検死報告から鉄平の血液型がB型であり、父・敬介の子ではなく自分と寧子の実子だと判明し、今までの鉄平への態度は寧子の体を奪った敬介への憎悪から、鉄平を勝手に不義の子と思い込んだ八つ当たりでしかなかったことを思い知らされ、彼の棺の前で泣き崩れた。
万俵 早苗（まんぴょう さなえ）〈30〉
演 - 長谷川京子
鉄平の妻。元通産大臣・大川一郎の娘で、閨閥結婚で万俵家に嫁いできた。
夫・鉄平との間には長男・太郎を儲けるなど、元は大介と相子の策略による閨閥結婚であったが良好な夫婦関係を築いている。しかし、万俵家に漂う異様な雰囲気に嫌悪を感じている。鉄平が万俵家を出るとき、太郎を連れて実家に帰るよう諭されたが、最後まで鉄平についていった。
鉄平が自殺する前にかけてきた電話で息子・太郎の言葉（鉄平の「お前は強い子になるんだぞ」の言葉に「うん!僕、強くなる!!」と元気よく返事をしている）に違和感を覚え「あなた、今どこですか」と優しく語りかけるが、「早苗…メリークリスマス」と返され、これが夫との最期の会話となった。
鉄平の死後、大川家に帰った。
万俵 太郎（まんぴょう たろう）〈4〉
演 - 荒木崇秀
鉄平・早苗夫妻の長男で大介・寧子の孫。両親の愛を一杯に受け、のびのびと育った。
鉄平の葬儀において、阪神特殊製鋼の電気炉から煙が昇る様子を大介に見せられた。その姿に参列した家族は感動するが、相子だけはそれまで自分同様に鉄平を否定していた大介の変化を受け入れられず、顔をしかめた。
万俵 銀平（まんぴょう ぎんぺい）〈31〉
演 - 山本耕史
大介の次男。父と同じ慶應義塾大学経済学部卒。
阪神銀行本店営業部貸付課長で、将来の阪神銀行頭取候補。端麗な容姿と明晰な頭脳を持つが、万俵家の空気を前に諦観気味の精神を持ち、万俵一族の行く末をまるで傍観者のように見つめている。
父・大介の手腕には決して敵わない、と常に諦観しつつ、大介の傍で片腕をつとめる。兄・鉄平については、自分に無いものを持っている人物として尊敬しており、慕っている。ゆえに、鉄平の高炉建設を応援し、敵わないと思っていた父に、兄ならば勝てるのでは、と万俵家の未来にも期待をしていた。それだけに、爆発事故が起こった後、自棄酒を煽って鉄平の前に現れ「何で爆発事故なんか起こすんだよ」と詰め寄った。この出来事以降も飲酒してから自宅に帰ることが多くなり、行状を咎めた相子に対しては「飲まないとやってられない」と返していた。母・寧子には息子らしい感情を持っている。
鉄平の自殺に際し、棺を前に大介に対して「兄さんを殺したのは、僕と父さんだ」と思いを語り、その後阪神銀行を退職。大介が東洋銀行設立記念パーティーに出席する中、自らは一子達に大介が銀行家としての精神を見失い、ただ銀行を大きくすることに走ったため、いずれは転落するだろうと語った。
万俵（安田） 万樹子〈24〉
演 - 山田優
大阪重工社長の令嬢で、後に銀平の妻となる。大学時代に妊娠し、宝塚の病院でその子を堕ろした経験を持つ。
相子と大介の仕掛けた閨閥結婚の犠牲者であり、銀平にも万樹子に対する愛はなく結婚生活は冷めたものであった。また義父・大介と高須相子の関係や歪んだ万俵家の秘密を知ってしまう。
銀平の子を妊娠するが「堕ろしてくれ」と言われてしまったため、飲酒を重ね流産をした。その後、万俵家に嫌気が差し、実家に帰った。実家へは閨閥の維持を図った相子が連れ戻しにやって来るが、戻ることを断った上で、とある銀行の頭取が愛人問題発覚により辞任するのを報じる雑誌の記事を見せて「こんなことにならないよう、あなたもいずれ捨てられるのかしら」と言い放った。
美馬 中〈44〉
演 - 仲村トオル
一子の夫で大蔵省主計局次長。東京大学卒業。
大介の娘婿として大蔵省の情報を大介に提供している。一子との結婚生活は冷え切っており、大介の愛人である相子に言い寄るといった行動もとる。
最終的には銀行局長に昇進するが、永田大蔵大臣により富国銀行に東洋銀行を吸収合併させるよう命じられ、結果的に大介を裏切ることとなる。立場上永田の命令に逆らえないとはいえ、大介を裏切ることへは罪悪感を抱いていたためか、東洋銀行設立記念パーティーに出席した際には、何食わぬ様子で笑顔を振りまく永田に隠れて大介に向かって神妙な表情を浮かべ、そこから何らかの「無言のメッセージ」を感じ取った大介は表情を硬くする。
美馬 一子〈29〉
演 - 吹石一恵
大介の長女で中の妻。中との間に長男・宏を儲けるが、愛の無い結婚生活を耐え忍んでいる。自分自身が不幸せな結婚生活を送っている為、妹の二子と一之瀬四々彦の交際が発覚した折は応援している。
一子と美馬中の結婚は、大介と相子が最初に企んだ閨閥結婚である。美馬との生活に嫌気がさし、実家の万俵家に帰ってきた。
美馬 宏〈5〉
演 - 澁谷武尊
一子と中の長男で大介・寧子の孫。鉄平、銀平、二子の甥で太郎とは従兄弟。
万俵 二子〈22〉
演 - 相武紗季
大介の次女。昨春大学を卒業し、花嫁修業に専念している。
兄・鉄平と同じく大介と相子の関係は許容しておらず、相子に嫌悪感を募らせる、芯の強い女性。
一之瀬四々彦と密かに交際しており、鉄平も交際を喜び応援しているが、阪神特殊製鋼の倒産を避けるために佐橋総理の甥との婚約を決意し、一時は四々彦と別れた。しかし、鉄平の死と阪神特殊製鋼が大介によって売却されることを機に四々彦の元に戻り、鉄平の写真の前で四々彦とアメリカへ行く決意を話した。
万俵四人兄妹の中で、大介と相子による閨閥結婚に巻き込まれず、自分の道を歩むことが出来た唯一の人物。
万俵 寧子〈54〉
演 - 原田美枝子
大介の妻で、鉄平、銀平、一子、二子の母。O型。高須相子に家事万端を仕切られており、屈辱的な生活を強いられている。
華族（公家・嵯峨子爵家）の出身で、万俵家より貧乏華族でもいいからとにかく華族から妻をもらいたいということから、巨額の結納金と引き換えに家を救う為、万俵家の大介の元へ嫁いだ。これも閨閥結婚であった。華族出身のため家事・執事に疎い上に内気な性格が災いし、高須相子が家内を取り仕切るようになってからは、正妻とは名ばかりの有名無実化している。
子供たちへ抱く母親としての愛情は格別であるが、鉄平に対しては彼が敬介の生き写しのような姿を見せた際に、逃げ出さずにはいられなくなるほど怯えてしまう。それは、かつて入浴中に浴場へ入ってきた敬介に体を奪われたことがトラウマとなり、それから数十年経ってもいまだ変わらず、この時だけは恐怖が愛情さえをも塗りつぶしてしまう。
鉄平の死後、彼が大介との子供と知った時は「鉄平さんは…あなたの子供だったんです!」と今までにない形相で迫り、号泣した。
しかし、今までの仕返しを目論み性格が豹変することなどはなく、それどころか家を出る直前の相子に今までの感謝と、傷心の夫を生涯支え続けるとまで言っており（寧子の場合、離婚したところでいく宛も帰る場所もないということもある）、万俵家による閨閥結婚の最初の犠牲者だったが、大介への愛は本物だったことが鉄平の自殺により証明された。
高須 相子〈39〉
演 - 鈴木京香
大介の執事兼愛人。15年前に万俵家に家庭教師としてやって来る。
学生時代にアメリカに留学し、そこで結婚・離婚を経験するなど不遇な人生を歩んできた。しかし、万俵家に入り込んでからは、人並み外れた政治力で大介の妻・寧子を差し置いて万俵家を仕切るなど、一族内で絶大な力を発揮する。
大介がその勢力を拡げるために、息子や娘を政財界の有力な人物と結ばせる政略結婚のアイデアも生み出した。相子と大介の間に子どもはいない。
阪神銀行と大同銀行の合併成立の後、大介に手切れ金を渡され、万俵家を後にする。
万俵 敬介
阪神銀行の興祖。大介の父であり、鉄平、銀平、一子、二子の祖父。A型。
英雄の気質を持つ情熱的で積極性のある技術者だったが、それゆえに豪放で好色である。料亭「つる乃屋」の女将・鶴田志乃との間にも娘・芙佐子を作り、正妻との間には大介と石川正治の妻である娘を作る。彼の情事が、万俵家に漂う怨念の元凶として暗い影を落とす事になる。
万俵家の大広間には彼の肖像画が飾ってあり、その容貌は白髪交じりの髪の色と口元の髭以外、鉄平に酷似。
なお、大介の父親ではあるが、劇中で大介は基本的に晩年の敬介に対して用いていたと思しき「爺さん」の呼称を用いている。
将軍
万俵家の庭の池の主である金色の巨大な錦鯉。
鉄平の祖父・敬介が手を叩いた時にのみ現れ、大介が手を叩いても現れない。大介が祖父に酷似している鉄平に試しに手を叩かせると現れたので、鉄平が敬介の子であると確信し「やはりお前は、爺さんの…」と呟いた。それ以降、親子の確執と悲劇が始まったが、所詮は大介1人の勝手な妄想だった。
最終回で鉄平が悲しみと怒りをぶつけて石を投げつける。鉄平の死後、後を追うように逝く。

### 料亭つる乃家
鶴田 芙佐子〈32〉
演 - 稲森いずみ
東京・麻布の料亭「つる乃家」の老女将・鶴田志乃の養女。
昔、鉄平とは恋仲だったが、相子の圧力を受け、鉄平と別れ7年間海外に行た。もう二度と戻らないと決心していたが志乃が体調を崩したため帰国。鉄平への思いは今なおあるが、鉄平が結婚していることを知り、鉄平に冷たい態度をとる。
鉄平とは腹違いの兄妹と思われていたが、実際には叔母・甥の関係。
鶴田 志乃〈59〉
演 - 多岐川裕美
「つる乃屋」を営む老女将。必死に養女の芙佐子を育ててきた。しかし、芙佐子が鉄平と付き合っていると聞いた時はなぜか猛反対して二人を別れさせた経緯がある。そのわけを言うのを長くためらっていたが、死の間際遺言で芙佐子は実は養女では無く、自分の子供で鉄平の祖父で大介の父・万俵敬介の間に身ごもった存在だったことを明かす。
第7話で胃癌のため死去。鉄平と敬介を見間違えることがある。

### 阪神特殊製鋼
一之瀬 四々彦〈26〉
演 - 成宮寛貴
一之瀬工場長の一人息子で、阪神特殊製鋼社員。
鉄平のことを心から尊敬している。鉄平と同じ東京大学工学部冶金学科（現・マテリアル工学科）に進み、卒業後はマサチューセッツ工科大学へ留学した経験を持ち、東大在学中から鉄平を慕っていた。
上司である鉄平の妹・二子とは大学時代から付き合いがあり、大学を卒業した二子に好意を抱かれる。後に二子とは密かに交際をすることに。鉄平にアメリカ行きを勧められ二子とともにアメリカへ立つ。
一之瀬工場長〈58〉
演 - 平泉成
阪神特殊製鋼業務担当常務、兼工場長で四々彦の父。
技術畑の出身で、鉄平が最も信頼している人物。技術偏重で経理面を軽視しがちな鉄平を心配しながらも、二回り年下の鉄平を信頼している。
破産管財人となった和島により役員が軒並み解雇される中、ただ一人留任した。
銭高 博〈52〉
演 - 西村雅彦
3年前に阪神銀行から送り込まれてきた阪神特殊製鋼経理担当常務。
技術偏重になりがちな鉄平に対して、経理面で会社を支え、意見する人物。もともとは阪神銀行の人間であるため、阪神銀行頭取である万俵大介の顔色をうかがっている。
偽融資の事件では万俵大介に責任をかぶせられ、裁判の際に彼に家族の保障をされ罪をかぶるよう指示されるが、鉄平の熱意に心を打たれ裁判で借入表を改ざんするよう命じたのは万俵大介だと証言する。だが、和島により解雇される。
鉄平の死後、阪神特殊製鋼の操業再開の場に立ち会っている。
石川 正治
演 - 中丸新将
先代・敬介の娘婿で大介の義弟で、鉄平、銀平、一子、二子の義理の叔父にあたる。
阪神特殊製鋼代表取締役社長だが、鉄平が実質的に経営にあたっているので、いわゆる「お飾り社長」。しかし完全なお飾りというわけではなく、銭高と同じく鉄平に意見できる人物。
大胆な挑戦をするタイプの鉄平に対して、安全運転を行うタイプであり、帝国製鉄の機嫌を損ねかねないハザマ自動車との契約や、リスクの大きい高炉建設や突貫工事にもあまり乗り気ではなかった。
和島により解雇される。
荒武 玄
演 - 六平直政
阪神特殊製鋼の沖仲仕。
当初は鉄平と対立していたが、海に溺れた荒武の仲間を鉄平が救ってから心を開き、突貫工事の人数不足で高炉建設を鉄平が諦めかけた時、人手を集めてやってきた。
高炉が事故を起こした時、怪我をしている仲間を助ける為に中に入った直後、発生した爆発に巻き込まれて死亡した。爆発の直前、「若（鉄平）、こんなことで高炉建設諦めたらあかんで!」と、鉄平を励ました。
幹部
演 - 渡辺寛三

### 阪神銀行
大亀専務〈60〉
演 - 武田鉄矢
阪神銀行経理担当専務。
裁判では被告側の証人として立つ。大介に他行の裏事情や汚れ仕事を任されている。
過去に直属の部下が失敗を犯し、自身の首も飛びかねない状況に陥ったが、それを許してくれたことを機に大介に忠誠を誓う事を決意。寝食を忘れた働きぶりが評価され、専務の座に取り立てられた。
芥川常務〈54〉
演 - 小林隆
阪神銀行常務、兼東京支店長。
阪神銀行は関西がメインの銀行であるため、東京の大蔵省や通産省、他行の情報収集を一手に任されているキーマン。
マスコミにもパイプを持っている。しかし、鉄平の義父・大川一郎の三栄銀行からの政治献金をマスコミにリークした責任を万俵大介にかぶせられ、大川の没後は大介によってグループ会社の万俵倉庫へ左遷された。
リークの件が大介の命によることは鉄平にも知られていたが、大介は鉄平の目の前で芥川に左遷を告げることで言外に「この件について責任は取ったから、もう何も口を出すな」と鉄平に圧力をかけた。また左遷の際に「いずれ戻す」と約束されており、東洋銀行成立のパーティでは約束通りに阪神銀行改め東洋銀行に復帰を果たしたのか出席していた。
角田支店長
演 - 田山涼成
阪神銀行池田支店長。
大介の仕掛けた預貯金ノルマを達成する為に連日徹夜で奔走する。持病の狭心症を知っていた万俵大介の期待にこたえたが、「一人の犠牲をもって、全員の士気を高める」という、大介の思惑通り達成直後、死亡した。
速水 英二
演 - 鼓太郎
阪神銀行頭取秘書。銀平と同期。銀平とよくバーで飲む。大介から多大な信頼を受けている。
支店長
演 - 武野功雄
預貯金ノルマを達成する為に連日徹夜で奔走する支店長の一人。

### 大同銀行
三雲 祥一〈50〉
演 - 柳葉敏郎
都市銀行第5位、大同銀行頭取。日銀OBで、天下りで頭取に就任。
鉄平がマサチューセッツ工科大学に留学中に日銀ニューヨーク事務所駐在参事としてアメリカで知り合い、以来親交を深めている。鉄平のよき理解者である。
阪神特殊製鋼への多額融資により綿貫専務ら生え抜き派からクーデターを起こされ、失脚した。
鉄平の葬儀の日、大介に鉄平の存在を語る。
綿貫 千太郎〈58〉
演 - 笑福亭鶴瓶
大同銀行専務。
貯蓄銀行時代からの生え抜き派で、日銀からの天下りである三雲頭取のことを快く思っていない。そのことから阪神銀行頭取である万俵大介から目を付けられ、合併後の新銀行の副頭取を約束されているが、大介が「小が大を喰う合併」の標的に大同銀行を定めるまでは特に深い縁があったわけではなかったためか、決して大介にべったりではなく、裁判で銭高が自分達に不利な証言をした時は「話が違うじゃないですか」と大介に言い放ち、手を切ろうとした。しかし、大介から打開策を聞かされてからは引き続き協力関係を続け、その甲斐あって不利な立場に追い込まれた三雲に自ら血判状を突き付けた時、今までの日銀出身の天下りのせいで自分達生え抜き派が味わってきた苦労を三雲に語る。
新・東洋銀行の副頭取に就任。
小島 恒夫
演 - 金田明夫
大同銀行常務で、綿貫専務の腹心。
綿貫専務と同じく貯蓄銀行時代からの生え抜き派で、日銀出身の天下りが頭取として大同銀行を仕切る現状を快く思っていない。

### 大蔵省
永田大蔵大臣〈63〉
演 - 津川雅彦
現大蔵大臣。
大蔵省事務次官から政界入りし将来を嘱望されていたが、時の総理の経済政策に徹底的に楯ついたために6年間冷や飯を食わされた。その間ずっと大介から経済的援助を受けてきた。大蔵省が進める金融再編に伴い、大介へ経営戦略の転換を迫る。
大介との会談では「まだ、大きい石が二つ足らん」と言い、2億円を自らの隠し口座に振り込ませた。阪神銀行と大同銀行の合併で東洋銀行が発足した直後、美馬に東洋銀行を富国銀行に飲み込ませるよう指示する。
大介の「小が大を食う合併」を支援しているようでいて、実のところ「豚は太らせてから食え」と考えていたに過ぎなかった。
春田局長
演 - 田中隆三
大蔵省銀行局長。
永田大臣の冷や飯時代は大蔵省の主流を外されていたが、永田が大蔵大臣として返り咲くや大蔵省の主流として躍進し、現在は銀行局長。最終的には東洋銀行の発足という、金融再編の口火を切る合併を成立させた功を手土産に大蔵次官に昇進。
田中 松夫
演 - 伊藤正之
大蔵省銀行局検査部検査官。
大蔵省主計局次長である美馬中とは同期であるが、こちらはいわゆるノンキャリア組。美馬中がトントン拍子で出世しているのに対し、ずっと銀行局検査部で主のような存在になっている。
阪神銀行の子会社である白鷺信用金庫への就職を約束され、美馬の口車に乗る。

### 通産省
大川 一郎〈60〉
演 - 西田敏行
鉄平の妻である早苗の父。
元通産大臣の衆議院議員で、永田大蔵大臣と並び次期総理総裁候補と目されている。
娘婿である鉄平の器の大きさを認め、本当の息子のようにかわいがっている。鉄平にとっても掛け替えのない義父で、高炉建設実現に向けて通産省や銀行などの根回しをするなどの後押しをしている。しかし、病で倒れ寿命が長くないことを知った万俵大介により、三栄銀行から大川への闇献金疑惑が新聞社にリークされた。そして犯人を見つけられないまま、鉄平と早苗に見守られながら亡くなり、最期まで鉄平を心配し続けた。
なお病室で、自分が今まで信じてきた血液型と違う型だと医者に言われた、という旨の発言をしているが、これはドラマの最終盤に関わる伏線でもある。
石橋局長
演 - 大和田伸也
通商産業省重工業局長及び高炉建設許認可の担当局長。
阪神特殊製鋼の高い技術力に危機感を抱く帝国製鉄と深いつながりを持っており、何かと帝国製鉄を通じた阪神特殊製鋼に対しての圧力に手を貸す。しかし、大川一郎に逆らうことはできず、高炉建設を認可し、圧力も収めることとなる。
水谷通産大臣
演 - 板東英二
現通産大臣。大川にたじたじ。

### 帝国製鉄
和島 新一〈51〉
演 - 矢島健一
国内最大の製鉄会社、帝国製鉄尼崎製鉄所所長。
鉄平の技術力と実行力に危機感を抱いており、阪神特殊製鋼に対する様々な妨害を行う。通産省の石橋局長と深いつながりを持っている。
後に阪神特殊製鋼の会社更生法の破産管財人となった際、鉄平を阪神特殊製鋼から解雇し、阪神銀行への提訴を取り下げた。鉄平を自殺にまで追い込む引き金となった人物の一人。
佐橋 和也
演 - 猪野学
佐橋総理（佐藤栄作がモデル）の甥に当たる帝国製鉄のエリート社員。二子の縁談相手。
原作では「細川一也」になっている。
帝国製鉄尼崎製鉄所幹部
演 - 津村鷹志
和島所長と共に鉄平と会談した帝国製鉄の職員。
阪神特殊製鋼も高炉を建てれば良い、と挑発する。高炉建設が非常にリスクが大きい事を承知の上での発言だったが、余計な発言だった、と和島所長にたしなめられることになる。

### 閨閥を取り巻く人々
安田 太左衛門
演 - 石田太郎
大阪重工社長。阪神銀行の筆頭株主であり、安田万樹子の父。
伊東夫人
演 - 長内美那子
銀平と万樹子の縁談の仲人。
小泉夫人
演 - 鰐淵晴子
元駐仏大使夫人。二子と和也の縁談の仲人。

### 高炉建設資金の融資銀行
宮本頭取
演 - 黒部進
長期開発銀行頭取で、阪神特殊製鋼のメインバンクによる債権会議の議長役。
日下部頭取
演 - 沼崎悠
三栄銀行頭取で、阪神特殊製鋼の取引バンク。

### 裁判関係者
倉石弁護士
演 - 萩原聖人
鉄平の高校時代からの友人である弁護士。
裁判時には大介を厳しく追及する。
曽我弁護士
演 - 浅野和之
阪神銀行顧問弁護士。
裁判長
演 - 山野史人
神戸地方裁判所・裁判長。

### その他
志摩観光ホテル支配人
演 - 佐野史郎
万俵家が年末年始を過ごす志摩観光ホテル支配人。
山田所長
演 - 峰岸徹
第一製鋼名古屋工場所長。
自身も技術者であり、鉄平に「技術で負けたら、技術でやり返す」と発言するなど好意的で、銑鉄の供給にも前向きだった。だが、帝国製鉄から圧力を受け、大川の死後は供給を止めることになる。
高須 徹
演 - 宮川一朗太
相子の弟。
高校の教員をしており、結婚し子どもも儲け、平凡ながらも幸せな生活を送っている。姉の相子のこれからの行く末を心配している。
杉浦
演 - 松尾貴史
大川一郎の側近議員。
大川の闇献金疑惑が世間に出るのを止めようとするも失敗する。記事が掲載された新聞を大川に見せて、謝罪した。
大垣 市太
演 - 山谷初男
丹波篠山に住む猟師。
かつて狩猟のために入山していた敬介と、彼に連れて来られた幼少期の鉄平を知る人物である。
猟銃を手にした鉄平の姿を見て「昔の敬介さんによく似ている」と言うが、自分が大介ではなく敬介の子であるがゆえに皆が不幸になったと絶望していた鉄平にとってその言葉は「心身を切り刻む刃」でしかなかった。
鉄平が自殺前に交流した最期の人物。
篠山警察署の警官
演 - 前田吟
鉄平の検死報告書を手に、自殺の状況を説明し、猟銃に弾を一発だけ込めたやり方を「男らしい自殺」と評した。
検視報告書に記された血液型について大介に問われた際、かつて鉄平が幼い頃行った戦時中の集団血液検査の結果は、戦時中よくあった情報の混乱で間違っていたと答えた。
藤山社長
演 - 鶴田忍
阪神銀行に融資を依頼するスーパー社長。
よほど切羽詰っていたのか、志摩観光ホテルに落ち着きのない様子で乗り込んでくる程だったが、相子が適切に対応した。
その他
演 - 山田明郷、菅原大吉、かねきよ勝則

## スタッフ
『GOOD LUCK!!』のプロデューサーである瀬戸口克陽・植田博樹が企画として今作にも参加。プロデュースは、演出として『GOOD LUCK!!』にも参加した福澤克雄（演出兼任）と『世界の中心で、愛をさけぶ』（テレビドラマ版）などを担当した石丸彰彦。スタッフも豪華布陣となっている。
- 原作 - 山崎豊子（新潮文庫刊）
- 脚本 - 橋本裕志
- 音楽 - 服部隆之
- 演出 - 福澤克雄・山室大輔
- ナレーション - 倍賞千恵子
- 挿入歌 - イーグルス『ならず者』
- 演出補 - 高津泰行・中前勇児・中井芳彦・大内舞子・田中健太
- 企画 - 瀬戸口克陽・植田博樹
- プロデュース - 福澤克雄・石丸彰彦
- 制作 - TBSテレビ
- 製作著作 - TBS

## 放送日程
| 各話                                                       | 放送日  | サブタイトル                  | 演出              | 視聴率 |
| ---------------------------------------------------------- | ------- | ----------------------------- | ----------------- | ------ |
| 第一回                                                     | 1月14日 | 華麗なる一族                  | 福澤克雄          | 27.7%  |
| 第二回                                                     | 1月21日 | 過去の悲劇と真実              | 福澤克雄          | 21.8%  |
| 第三回                                                     | 1月28日 | 引き裂く運命                  | 福澤克雄          | 23.5%  |
| 第四回                                                     | 2月04日 | 悲しき裏切り                  | 福澤克雄          | 23.0%  |
| 第五回                                                     | 2月11日 | 運命を分けた死                | 福澤克雄 山室大輔 | 21.2%  |
| 第六回                                                     | 2月18日 | 万俵家の崩壊                  | 福澤克雄          | 23.5%  |
| 第七回                                                     | 2月25日 | 悲劇の高炉爆発                | 福澤克雄 山室大輔 | 21.1%  |
| 第八回                                                     | 3月04日 | 鉄平出生の真相                | 福澤克雄          | 21.6%  |
| 第九回                                                     | 3月11日 | 最終章・前編 最期の父子対決   | 福澤克雄 山室大輔 | 24.9%  |
| 最終回                                                     | 3月18日 | 最終章・後編 決意の死〜未来へ | 福澤克雄          | 30.4%  |
| 平均視聴率 24.4%（視聴率はビデオリサーチ社調べ、関東地区） |         |                               |                   |        |

第一回・最終回は、21時 - 22時24分の30分拡大放送。
第一回の関東地区での瞬間最高視聴率は、鉄平が早苗に「愛してる」と言った21:27の30.5%。関西地区は、鉄平と芙佐子が再会した21:22の34.7%である。さらに、名古屋地区では開始後1分たつとすでに視聴率は25.6%を記録し、21:15には30.8%を記録。
最終回では、関東35.5%・関西44.9%の瞬間最高視聴率を記録した。
最終回放送の翌日、関西（毎日放送）では「ちちんぷいぷい」による「6分でわかる最終回」なる特集も行われ、鉄平が雪山に入ってからは文字通りアルプスのごとく視聴率が常に40%を越えていたグラフなども紹介された。関西地区では2006年の「NHK紅白歌合戦」の視聴率すら上回っており、司会の角淳一は、木村拓哉の演技を高く評価すると共に「国民的なドラマとなった」、「自分たちぐらいならば血液型の間違いなども多かったのですが…」とやや現代の考えではわかりづらかったと言ったことを解説していると共に、「やっぱり人生は運だ!」と評していた。
なお、ザテレビジョンによる第52回の「主演男優賞」に木村拓哉、「助演男優賞」に北大路欣也、「助演女優賞」に鈴木京香がノミネートされるなどキャストも高く評価されている。

## ネット局

### 日本国内
- TBS系列：同時ネット
- TBS系列のない地域での日本テレビ系列局でもネットされた。
  - 秋田放送（日曜16:30-17:25、1週遅れ）
  - 福井放送[注 10]（水曜15:55-16:50、3日遅れ）
  - 四国放送（日曜16:00-16:55、1週遅れ）
- 2007年の年末-2008年正月にはTBS・静岡放送・東北放送・毎日放送・RKB毎日放送に並び、NNS系列の秋田放送でも再放送が行われた。
- 2009年5月9日・11-14日・18-21日にはTBSで再々放送が行われた（20日は第八話・第九話のダブルヘッダー）。同年6月にもSBSで再放送された。

### 日本国外
- 台湾の日本専門チャンネル「緯來日本台（VIDEOLAND JAPAN）」で、日本での放送終了後わずか1カ月という異例の早さで放送された。本作より約6年後に同枠で放送された「半沢直樹」（堺雅人主演・福澤克雄演出）も同様の例である。
- アメリカ・ハワイの地上波放送局KIKU-TVで2007年9月23日-11月25日の毎週日曜21:00-22:00（現地時間）に全編英語字幕付放送された。英語でのタイトルは"The Grand Family"。
- 香港無綫電視劇集台2007年5月19日-6月23日の毎週土曜23:30-00:30 / 無綫電視翡翠台2008年1月19日の毎週土曜22:30-23:45（現地時間）に全編中国語字幕付放送された。広東語でのタイトルは"華麗一族"。
- アメリカ・カナダ・プエルトリコなどを放送地域とするNHK国際放送、テレビジャパンで、2008年1月19日-3月22日（東部標準時23:05〜、太平洋標準時20:05〜、ハワイ・アリューシャン標準時18:05〜、ラスト2回はハワイのみ48分前倒し、その他は12分遅れ開始）日本語のみで放送。

## 考証について

### 自動車
- 放送当時、トヨタ自動車がスポンサーになっていた関係で登場している自動車はほぼトヨタ製が使われている。
  - トヨタ・ランドクルーザー40系は1960年1月には生産開始されているが、当時はまだ輸出が主力で国内への供給が遅延していたため、劇中で使用されたほどの台数は国内では走行していない。
  - 自動車がまだ高級品であり運転免許取得者もそれほど多くはなかった時代だが、工場構内連絡専用にランドクルーザーを大量に使っている（原作での使用車両は三菱・ジープである）。また当時のランドクルーザーは貨物登録車であるため、ナンバープレートはいわゆる1ナンバーが正しいが劇中では乗用車の3ナンバーがつけられている。
  - 最終回（後編）に登場する霊柩車はトヨタ・クラウンであるが、1980年代にセダンをベースに製作されたタイプ（120系）である。これは1960年代に使用されていた霊柩車がほとんど現存していないこともあって致し方ない部分でもある。また葬儀参列者を乗せていたのもトヨタ・センチュリーの2代目（1997年登場）である。なお2代目は初代のイメージを踏襲したモデルだが、舞台となった1968年にはすでに初代センチュリーが誕生している（1967年発売）。
- 舞台が兵庫県神戸市であるのにナンバープレートの登録地域表示が「兵」（兵庫ナンバー）または「神戸」（神戸ナンバー）ではなく「神」（神奈川ナンバー）となっている。

### 小道具
- 銭高の息子がかぶっている阪神タイガースの帽子が1960年代には存在していないHTマークに黄色が入ったタイプである。黄色が入ったのは1970年代からで、当時のHTマークは銀色のみだった。
- 1966年に市外通話可能な大型赤公衆電話機は誕生しているが、設置台数はまだ多くなく、市外通話不可能な赤電話機が主力であった上、所属電話局によっては設置不能・困難局が存在していたのに、最終回で鉄平が早苗に最後の電話のシーンでは街頭設置された電話機を当たり前のように使用し、受送機を置いた時の効果音が601型の時の音である。
- 当時の電話交換は手動交換・半自動交換が大都市にも存在しており、全国で県外通話は事前申込制であり、市外通話も事前申込制であった地域も存在していたのにもかかわらず、劇中では交換手の声や事前申込などのやり取りなどなく通話がなされている。
- 大規模事業所の電話は、電電公社民営化による電気通信設備の自営が制度化されるまで、手動交換台を経由した半自動・手動交換方式が主力であったので、磁石式電話機か共電式非自動電話機が使用されていたはずであるが、劇中すべてで自動式である。
- 使用している電話機が600型。4号卓上式が主力であった。
  - 1968年に600型電話機は登場しているが、電電公社の黒電話機はレンタル制であったため、新築や豪邸だからと言ってその電話機が優先的に設置されていたわけではない。
- 神戸の街並みのシーンに登場する市電は実際に存在した神戸市電とは似ても似つかぬものが使われている。これに関しては中国の上海郊外にある「上海影視楽園（上海映画楽園）」（文化革命以前の中国の街並みを再現した巨大なオープンセットで、観光客も入場できる映画村的な施設。その雰囲気が日本の古い街並みに似ていなくもないことから、今ドラマ以外にも『スパイゾルゲ』や『広島 昭和20年8月6日』、『魍魎の匣』など数多くの映画がここで撮影されている）で撮影された為である。
  - 上記の理由により、登場する路面電車は中国の路面電車であるが、撮影スタッフにより、行き先や車輛番号の字体などは神戸市独特のものが再現されている（この字体は2007年4月現在でも神戸市営地下鉄に使用されている）。広島電鉄には1960年代に全廃された神戸市電で実際に使用されていた車両が譲渡され、2007年4月現在も僅かだが広島で営業運転に使用されている。
- 荒武玄の葬式の遺影に笑顔の普段着を使用しているが、笑顔を遺影に使うようになったのは昭和60年代から。当時は歯を見せた遺影などありえない時代であった。
- 篠山の山中という設定であるのに、山までの道路が除雪車により除雪されて、閉鎖されていない。当時は、市街地・幹線道路に重点が置かれ、国道ですら冬季閉鎖がされるところが多かった。本格的に地方生活道路などに除雪がなされるようになるのは平成以降のことである。
- 死体検案書の様式中、「死亡したところの種別」欄にて、“3 老人保健施設”との印字があるが、老人保健施設制度が創設されたのは昭和61年の老人保健法改正によるものであり、劇中時点（昭和43年）当時は存在しない（現在では同箇所は“3 介護老人保健施設”の印字である。介護保険法制定による）。
- 死体検案書中、「発病（発症）又は受傷から死亡までの期間」欄にて、死亡日が記述されているが、当欄では発生からの“期間”を記すのが正しい。

### 市町村
- 大介が相子に手渡した小切手の振り出した銀行の所在地が神戸市中央区栄町通になっているが、（葺合区と生田区の合併によって）中央区が出来たのは1980年（昭和55年）である。当時は生田区栄町通であった。
- 鉄平が猟銃自殺した後に警察から遺族に渡された鉄平の死亡診断書には「篠山市」と記載されていたが、篠山が「市」になったのは30年も後のことである。

### 銀行取引
- 鉄平に銭高が、阪神銀行からの高炉建設資金20億円の入金を知らせる際に、入金記帳のある預金通帳を提示するシーンがあるが、一般的に企業で決済口座として用いられる当座預金には預金通帳は無い（ただし、当座預金入金帳はある。また、原作では阪神特殊鋼が資金繰りに窮し、手形期限のジャンプや不渡りを出す場面があるので決済口座が当座預金であるとわかるが、本ドラマでは決済口座が当座預金であると明示するシーンは無い）。
- 鉄平が銭高の書類より阪神銀行からの見掛融資を発見する裏帳簿には、高炉建設資金の借入金は「長期借入金」勘定に記載されているが、設備投資の繋ぎ融資は手形貸付などで行われるので「短期借入金」勘定に記載されるのが通例である（一般的には、高炉が完成した後、工場財団への担保権設定、証書貸付などの長期借入金実行、手形貸付などの短期借入金返済が同時に行われる）。
- 見掛融資は、本ドラマでは「一旦入金した金額を返済させる」処理がなされているが、これでは阪神銀行からの融資金が阪神特殊製鋼の月次試算表などにより完全に消去されるため、仮に大同銀行が資金トレース（設備資金融資における資金使途確認は銀行にとって最も重要である）をした際に見掛融資が発覚してしまう。原作では「実行した融資を月初に締後返済（翌月初営業日に処理を行うが、帳簿上の移動日は前月末日付で行うこと）させ阪神銀行の別段預金にいったん入金し、月末に再び阪神特殊製鋼の勘定に入金し、再び翌月初に締後返済を繰り返す」方法を用いている。これにより、月次試算表等には常に阪神銀行からの追加融資金が記載されることになる。

### 用語
- ストーリーの舞台となる1960年代には使われなかった外来語がいくつか登場する。これらの用語は同時代に執筆された原作にも使用されていない。たとえば巨大銀行を意味するメガバンクは一般に用いられるようになったのは1990年代に入ってからであり、リークという言葉も当時は一般的でなかった（原作では、“密告された” = “さされた”という用語が用いられている）。また、大川一郎を「通産族」と呼称しているが、族議員の用語が一般に周知されるようになるのは1970年代以降である。さらに言うならば、通商産業省（現経済産業省）に影響力を持つ族議員は「商工族」と呼ばれるのが通例である。

## その他
- 撮影場所は東京都・大阪府大阪市・宮城県仙台市・千葉県君津市（帝国製鉄尼崎製鐵所のシーン）・静岡市清水区（万俵邸のシーン）・神奈川県平塚市（巨大倉庫を臨時のスタジオとして使用）・北海道富良野市（雪国のシーン）・などと広範囲に渡っている他、1960年代の街並みを出すために、中国上海と台湾台北（台湾銀行本行ビル、阪神銀行本店ロビーのシーン）でのロケも行っている。
- 第2話で鉄平が東海道新幹線で東京から大阪に戻るシーンの撮影は、交通科学博物館（大阪市港区）に展示されている0系電車の車内で行われ、他の乗客はエキストラで集められた。
- ドラマのロケ地は先述の交通科学博物館や上海の他、新日本製鐵君津製鐵所（千葉県君津市）、志摩観光ホテル（三重県志摩市）、ホテルニューグランド（横浜市中区）、日本平ホテル（静岡市清水区）、蒲郡プリンスホテル（愛知県蒲郡市）、大阪府庁、名古屋市役所など。
- 万俵家の庭は静岡市清水区の日本平ホテル内庭園にて撮影されたが、庭から一望できる「神戸の夜景」は、ロケ地のホテルから見える清水区の風景である。ただし一部、現代の建造物や実際には清水市街及び清水港越しに見える富士山などを画像処理により消し去っているほか、清水港の袖師埠頭周辺に「阪神特殊製鋼」の製鋼所をCGにて合成している。
- 阪神特殊製鋼のライバル、帝国製鐵尼崎製鐵所の外観・高炉シーンは、千葉県君津市の「新日本製鐵君津製鐵所」で撮影されているが、正門を万俵鉄平の乗った車が通過するシーンも実際の同製鐵所の正門を使用している。この際、実際には「新日本製鐵君津製鐵所」と一文字ずつ掲示されている社名銘板を劇中名に張り替えているが、字数が合わないため「帝国製鐵・尼崎製鐵所」とし、字数を合わせている。なお、帝国製鉄の社章は、この時同様に張り替えた新日鉄の社章板に合わせるためか、外形が新日鐵のものと同じ形にし、中を変えている。
- このドラマと山崎製パンによるコラボレーションということで、『華麗ぱん（カレーぱん）中辛』という商品名のカレーパンが、本ドラマの開始日の2007年1月14日に合わせて発売された。2007年3月18日からは甘口と辛口も発売。『華麗ぱん』は発売から2カ月余りで2000万個以上を販売する大ヒットとなった[4]。
- 神戸市を始めとして近畿地方を主な舞台にした物語であるが、劇中ではいわゆる標準語での会話が多用されている。原作の小説『華麗なる一族』中でも、同作者の『白い巨塔』などと同様、関西弁はほとんど出てきておらず[注 11]、標準語が使われている。そのため、普段は関西弁を話す笑福亭鶴瓶や板東英二、『白夜行』での刑事役では神戸弁を使用していた武田鉄矢、さらにはいずれも関西出身の北大路欣也、相武紗季、吹石一恵らも標準語で演じている。
- 黄金の錦鯉「将軍」は、2003年10月に三菱重工の100%子会社である菱明技研（現MHIソリューションテクノロジーズ）が“エンターテイメント魚ロボット”シリーズの3号作品として開発したもので、翌年1月より同社では 魚ロボットレンタル事業（「将軍」の性能詳細）を行っている。同シリーズでは 金鯱 が愛知万博に出品されている。なお石丸彰彦プロデューサーによると、「小道具ではなくキャスト扱い。木村さんたちも一目おいていました」とのこと。
- 2月25日放送分で小道具として使われた架空の新聞、「西日新聞」（実在する福岡県のブロック紙・西日本新聞とは無関係）に『公明党も「非武装中立」』という実在の政党名を利用した見出しがあった。
- 最終回放送前夜に、他局であるテレビ朝日の番組「SmaSTATION!!」において木村拓哉が生出演し、司会の香取慎吾からインタビューを受けた。放送では今回の「華麗なる一族」についてのインタビューのほか、本放送の映像を使ったドラマストーリー紹介や、原作のモデルとされた企業や歴史的背景のリポート、原作者である山崎豊子から木村拓哉へのメッセージまで流すという、ほとんどこのドラマの番宣という内容であった。また、木村はこの番組の中で「今だから笑って言えるけれど、逃げたかった」と話している。[要出典]